# Salia submarcata
Salia submarcata là một loài bướm đêm trong họ Noctuidae.